# シュートinサタデー
『モーニングショー・シュートinサタデー』（モーニングショー・シュートインサタデー）は、1986年10月4日から1987年3月28日までフジテレビ系列で生放送されていた、関西テレビ製作の朝のワイドショー・トーク番組である。放送時間は毎週土曜 8:30 - 9:55（JST）。
番組は毎回ゲストを迎え、司会の釜本邦茂が彼らとトークを展開。また、関西ローカルで放送されていた『アタック600』でユーモラスな語り口を披露していた福井敏雄が「DOサタデー」から続く番組最後のコーナー「週間天気予報」を担当していた。福井の気象情報コーナーは、次番組『土曜大好き!830』にも引き継がれた。
しかし、関西テレビ制作土曜朝のワイドショーとしては唯一、最短となる半年で終了した。

## 出演者
- 釜本邦茂[1]
- 筒井さくら子[1]（当時フジテレビアナウンサー）
- 太平サブロー[1]
- 山本浩之（当時関西テレビアナウンサー）
- 福井敏雄

## ネット局
系列は当時の系列。
| 放送対象地域   | 放送局         | 系列                                         | 備考                  |
| -------------- | -------------- | -------------------------------------------- | --------------------- |
| 近畿広域圏     | 関西テレビ     | フジテレビ系列                               | 製作局                |
| 関東広域圏     | フジテレビ     | フジテレビ系列                               |                       |
| 北海道         | 北海道文化放送 | フジテレビ系列                               |                       |
| 宮城県         | 仙台放送       | フジテレビ系列                               |                       |
| 秋田県         | 秋田テレビ     | フジテレビ系列 テレビ朝日系列                |                       |
| 山形県         | 山形テレビ     | フジテレビ系列                               |                       |
| 福島県         | 福島テレビ     | フジテレビ系列                               |                       |
| 新潟県         | 新潟総合テレビ | フジテレビ系列                               | 現：NST新潟総合テレビ |
| 長野県         | 長野放送       | フジテレビ系列                               |                       |
| 静岡県         | テレビ静岡     | フジテレビ系列                               |                       |
| 富山県         | 富山テレビ     | フジテレビ系列                               |                       |
| 石川県         | 石川テレビ     | フジテレビ系列                               |                       |
| 福井県         | 福井テレビ     | フジテレビ系列                               |                       |
| 中京広域圏     | 東海テレビ     | フジテレビ系列                               |                       |
| 島根県・鳥取県 | 山陰中央テレビ | フジテレビ系列                               |                       |
| 岡山県・香川県 | 岡山放送       | フジテレビ系列                               |                       |
| 広島県         | テレビ新広島   | フジテレビ系列                               |                       |
| 山口県         | テレビ山口     | TBS系列 フジテレビ系列                       |                       |
| 愛媛県         | 愛媛放送       | フジテレビ系列                               | 現：テレビ愛媛        |
| 福岡県         | テレビ西日本   | フジテレビ系列                               |                       |
| 佐賀県         | サガテレビ     | フジテレビ系列                               |                       |
| 長崎県         | テレビ長崎     | フジテレビ系列 日本テレビ系列                |                       |
| 熊本県         | テレビ熊本     | フジテレビ系列 テレビ朝日系列                |                       |
| 大分県         | テレビ大分     | 日本テレビ系列 フジテレビ系列 テレビ朝日系列 |                       |
| 宮崎県         | テレビ宮崎     | 日本テレビ系列 フジテレビ系列 テレビ朝日系列 |                       |
| 鹿児島県       | 鹿児島テレビ   | 日本テレビ系列 フジテレビ系列                |                       |
| 沖縄県         | 沖縄テレビ     | フジテレビ系列                               |                       |